# Sign Systems Studies
Sign Systems Studies es una revista académica revisada por pares sobre semiótica editada en el Departamento de Semiótica de la Universidad de Tartu y publicada por University of Tartu Press . Es la publicación periódica más antigua en su campo. Se publicó inicialmente en ruso y desde 1998 en inglés con resúmenes en ruso y estonio. La revista fue establecida por Juri Lotman como Trudy po Znakovym Sistemam en 1964. Desde 1998 ha sido editada por Kalevi Kull , Mihhail Lotman y Peeter Torop .. La revista está disponible en línea en el Philosophy Documentation Center, indexada por WoS y Scopus , y a partir de 2012 también en una plataforma de acceso abierto .

## Métricas de revista
2022
- Web of Science Group : No disponible
- Índice h de Google Scholar: 9
- Scopus: 0.511